# Scherif Ismail

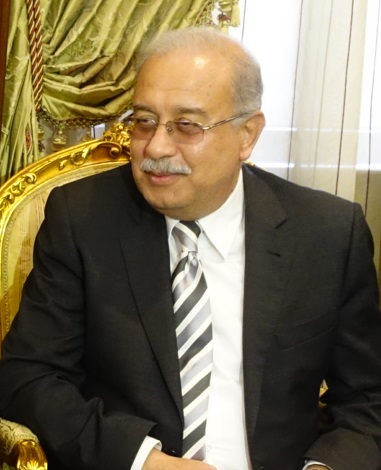
Scherif Ismail (2016)

Scherif Ismail (arabisch شريف إسماعيل, DMG Šarīf Ismāʿīl; * 6. Juli 1955 in Kairo; † 4. Februar 2023) war ein ägyptischer Ingenieur und Politiker. Er war vom 19. September 2015 bis zum Juni 2018 Premierminister von Ägypten.

## Leben
Ismail schloss 1978 sein Maschinenbaustudium an der Ain-Schams-Universität in Kairo ab. Seine berufliche Laufbahn begann er 1978 beim Ölkonzern Mobil. Er wechselte 1979 zum ägyptischen Ingenieurdienstleister ENNPi, in dessen Vorstand er später aufrückte. Von 2002 bis 2005 war er stellvertretender Ölminister seines Landes. Im Jahr 2005 wurde er Vorstandsvorsitzender der staatlichen ägyptischen Erdgasholding EGAS, 2007 wurde er Vorstandsvorsitzender der staatlichen Ölholding Ganoub El Wadi Petroleum Holding Company (GANOPE). Ismail wechselte 2013 zurück in die Politik und wurde im Kabinett von Hasim al-Beblawi und dessen Nachfolger Ibrahim Mahlab Ölminister. Nach dem Rücktritt der Regierung Mahlab am 12. September 2015 wurde er vom Präsidenten as-Sisi mit der Regierungsbildung beauftragt. Ismail und sein Kabinett wurden am 19. September 2015 vereidigt.
Nachdem Scherif Ismail Ende 2017 zur medizinischen Behandlung nach Deutschland ausgeflogen worden war, ersetzte ihn Mustafa Madbuli als Ministerpräsident.